# Tennistoernooi van Auckland 2016
|                                          |  |                                              |
| Sloane Stephens, winnares bij de vrouwen |  | Roberto Bautista Agut, winnaar bij de mannen |

Het tennistoernooi van Auckland van 2016 werd van 4 tot en met 16 januari 2016 gespeeld op de hardcourt-banen van het ASB Tennis Centre in de Nieuw-Zeelandse stad Auckland. De officiële naam van het toernooi was ASB Classic.
Voor het eerst sinds 1981 werden het vrouwen- en het mannentoernooi weer als combinatie georganiseerd, na 34 jaar gescheiden te zijn geweest.
Het toernooi bestond uit twee delen:
- WTA-toernooi van Auckland 2016, het toernooi voor de vrouwen (4–9 januari)
- ATP-toernooi van Auckland 2016, het toernooi voor de mannen (11–16 januari)

## Toernooikalender
| WTA               | januari 2016 | januari 2016 | januari 2016 | januari 2016 | januari 2016 | januari 2016 |
| WTA               | maa 4        | din 5        | woe 6        | don 7        | vrĳ 8        | zat 9        |
| ----------------- | ------------ | ------------ | ------------ | ------------ | ------------ | ------------ |
| vrouwenenkelspel  | 1e ronde     | 1e ronde     | 2e ronde     | kwartfinale  | halve finale | finale       |
| vrouwendubbelspel | 1e ronde     | 1e ronde     | 2e ronde     | 2e ronde     | halve finale | finale       |

| ATP              | januari 2016 | januari 2016 | januari 2016 | januari 2016 | januari 2016 | januari 2016 |
| ATP              | maa 11       | din 12       | woe 13       | don 14       | vrĳ 15       | zat 16       |
| ---------------- | ------------ | ------------ | ------------ | ------------ | ------------ | ------------ |
| mannenenkelspel  | 1e ronde     | 1e ronde     | 2e ronde     | kwartfinale  | halve finale | finale       |
| mannendubbelspel | 1e ronde     |              | 1e ronde     | 2e ronde     | halve finale | finale       |

ATP-toernooi van Auckland‎ – WTA-toernooi van Auckland

2016 · 
2017 · 
2018 · 
2019 · 
2020 · 2021 · 2022 · 
2023 · 
2024 · 
2025